# PZL.39
PZL.39 – projekt lekkiego samolotu myśliwskiego konstrukcji polskiej.

## Historia
W II połowie 1935 roku rozpoczęto pracę nad projektem lekkiego myśliwca. Pracami miał kierować Z. Ciołkosz. Samolot miał działać operacyjnie na niewielkiej wysokości (do zadań na dużych wysokościach miał być wykorzystywany PZL.38 Wilk). Jako napęd początkowo planowano użyć brytyjskiego silnika de Havilland Gipsy Twelve o mocy 420 KM. Później planowano użyć polskiego silnika PZL Foka (budową nowego silnika zajmował się inż. Stanisław Nowkuński) o przewidywanej mocy 450 KM. Przewidywano użycie zakrytej kabiny dla pilota oraz chowanego w locie podwozia. Nie planowano przystosować samolotu do działań zimowych i nocnych.
Na początku 1936 roku inżynier Ciołkosz przeniósł się do LWS a wraz z nim projekt PZL.39. Samolot otrzymał nowe oznaczenie - LWS-1 jednakże w krótkim czasie zmieniono je (po przejęciu z wytwórni Plage & Laśkiewicz wodnosamolotu Lublin R-XXA). Nowym oznaczeniem zostało LWS-4. Zmieniono także konstrukcję samolotu na mieszaną. Zakładano osiągnąć prędkość 380 km/h.
W czerwcu 1936 samolotem zainteresowało się Dowództwo Lotnictwa planujące wykorzystanie go do osłony eskadr towarzyszących, zwalczania nieprzyjacielskiego lotnictwa na małych wysokościach oraz jako samolot szkolno-myśliwski. Ponieważ silnik PZL Foka nie był jeszcze gotowy, dla prototypu zamierzano zakupić amerykański silnik Ranger V-770 o mocy 350 KM. Produkcja seryjna miała rozpocząć się w styczniu 1937.
Tymczasem, w październiku 1936 na posiedzeniu Komitetu ds. Uzbrojenia i Sprzętu zaaprobowano plany budowy lekkiego samolotu myśliwskiego, lecz jego prędkość ustalono na 450 km/h. Warunku tego LWS-4 nie spełniał. Ponadto, po katastrofie w listopadzie 1936 prototypu bombowca PZL.30/II Żubr z wytwórni odszedł inż. Ciołkosz. Do tego wszystkiego dołączyły kłopoty z silnikiem PZL Foka. Projekt myśliwca próbowano jeszcze uratować poprzez dostosowanie go na początku 1937 roku do napędu nowym silnikiem gwiazdowym typu PZL G-1620cis, nad którym właśnie rozpoczynano prace. Samolot otrzymał nowe oznaczenie LWS-5 (nie mylić z pływakową wersją Żubra). Z dalszego rozwijania projektu myśliwca zrezygnowano najprawdopodobniej w połowie 1937 roku, na co wpływ miała decyzja PZL-Wytwórni Silników o zatrzymaniu prac nad przewidzianym dla niego silnikiem.

## Konstrukcja
Całkowicie drewniana (PZL.39) lub mieszana (LWS-1, LWS-4 i LWS-5)- kadłub kratownicowy spawany z rur stalowych, skrzydła drewniane, kryta sklejką i płótnem. Skrzydła o cienkim profilu wzmacniane cięgnami z drutu stalowego (być może od 1936 roku planowano zastosować skrzydło wolnonośne). Samolot miał mieć układ jednosilnikowego jednomiejscowego dolnopłata z zakrytą kabiną pilota i chowanym trójpodporowym podwoziem prawdopodobnie z płozą ogonową. Do napędu początkowo przewidywano jeden 12 -cylindrowy silnik rzędowy De Havilland „Gipsy Twelve” o mocy trwałej 309 kW (420 KM), później planowano zastosować 8-cylindrowy silnik rzędowy PZL Foka o zakładanej mocy 331 kW (450 KM). Prototyp miał otrzymać 12-cylindrowy silnik rzędowy Ranger V-770SS o mocy 258 kW (350 KM). Śmigło dwułopatowe, metalowe.